# Inter de Miami
El Club Internacional de Fútbol Miami, oficialmente Inter Miami C. F. y conocido popularmente como Inter Miami o Inter de Miami, es un club de fútbol ubicado en la ciudad de Fort Lauderdale, en el estado de Florida, Estados Unidos. Actualmente compite en la Conferencia Este de la Major League Soccer.
Fue fundado el 29 de enero de 2018, con el nombre de «Inter de Miami», por un grupo inversor liderado por el exfutbolista británico David Beckham. Desde su fundación disputa sus encuentros en el Chase Stadium, con capacidad para 21 550 espectadores, ubicado en la ciudad de Fort Lauderdale y situado en el lugar donde se localizaba el anterior Lockhart Stadium. Cuenta con un filial del primer equipo de fútbol, denominado Inter Miami Club de Fútbol II que participa en la MLS Next Pro, clasificada como parte de la tercera división de Estados Unidos.
Su clásico rival es el equipo vecino Orlando City Soccer Club. Aunque es un club relativamente nuevo, el Inter de Miami ha generado gran interés en la comunidad deportiva, tanto a nivel local como internacional. Con la incorporación de jugadores destacados y un enfoque en el desarrollo de talento, el club busca consolidarse como uno de los referentes del fútbol en Estados Unidos.

## Historia

### Fundación (2018)
«A finales de la década de 2010 nació bajo el nombre de Club Internacional de Fútbol de Miami, popularmente conocido como el Inter Miami. El equipo no pudo inscribirse al instante, ya que les faltaba un estadio y una estructura dirigencial y deportiva. Por ello, comenzaron a competir en la Major League Soccer a partir de la temporada de 2020. Los hermanos Jorge y José Mas se convirtieron en propietarios mayoritarios, adquiriendo las acciones de Marcelo Claure y Masayoshi Son».
Matías Ortiz, (2023).

El Inter Miami, fundado en enero de 2018 como la vigesimoquinta franquicia de la Major League Soccer (MLS), marcó el retorno del fútbol de élite a Miami después de la desaparición de los Miami Fusion en 2002. La idea de regresar a Miami fue impulsada por el comisionado Don Garber desde 2012, y David Beckham, una figura clave en la historia de la MLS, lideró las negociaciones para establecer el equipo. La confirmación oficial llegó en enero de 2018, con la entrada del Inter Miami a la liga programada para la temporada 2020. El nombre oficial del equipo fue revelado como Club Internacional de Fútbol Miami en septiembre de 2018. El club anunció sus primeros fichajes en julio de 2019, seguidos por el nombramiento de Diego Alonso como primer entrenador en diciembre de ese año.

### Era profesional (2020-presente)
En su primera temporada en 2020, el Inter de Miami debutó con una derrota ante Los Angeles FC y no logró avanzar más allá de la fase de grupos del torneo MLS is Back. En la liga, terminaron décimos en su conferencia y fueron eliminados en los playoffs por Nashville. Rodolfo Pizarro se convirtió en una figura destacada al marcar los primeros goles en la historia del club durante partidos amistosos y de liga, incluyendo uno durante el torneo MLS is Back después de la suspensión de la liga debido a la pandemia de COVID-19.
En 2021, los hermanos Mas adquirieron la mayoría del equipo, pero el club fue sancionado por violar reglas de plantilla al fichar a Blaise Matuidi y Andrés Reyes. Se les multó con $2 millones y se redujo su asignación de dólares. 
También en 2021 llegó el Costarricense Ariel Lassiter un jugador histórico para el club.

En 2022, el club logró su mejor campaña en la temporada regular hasta esa fecha, quedando sextos en la conferencia este y llegando nuevamente a los playoffs, donde fueron eliminados en primera ronda por NYCFC, marcando la despedida de Gonzalo Higuaín, máximo goleador del club en ese entonces.

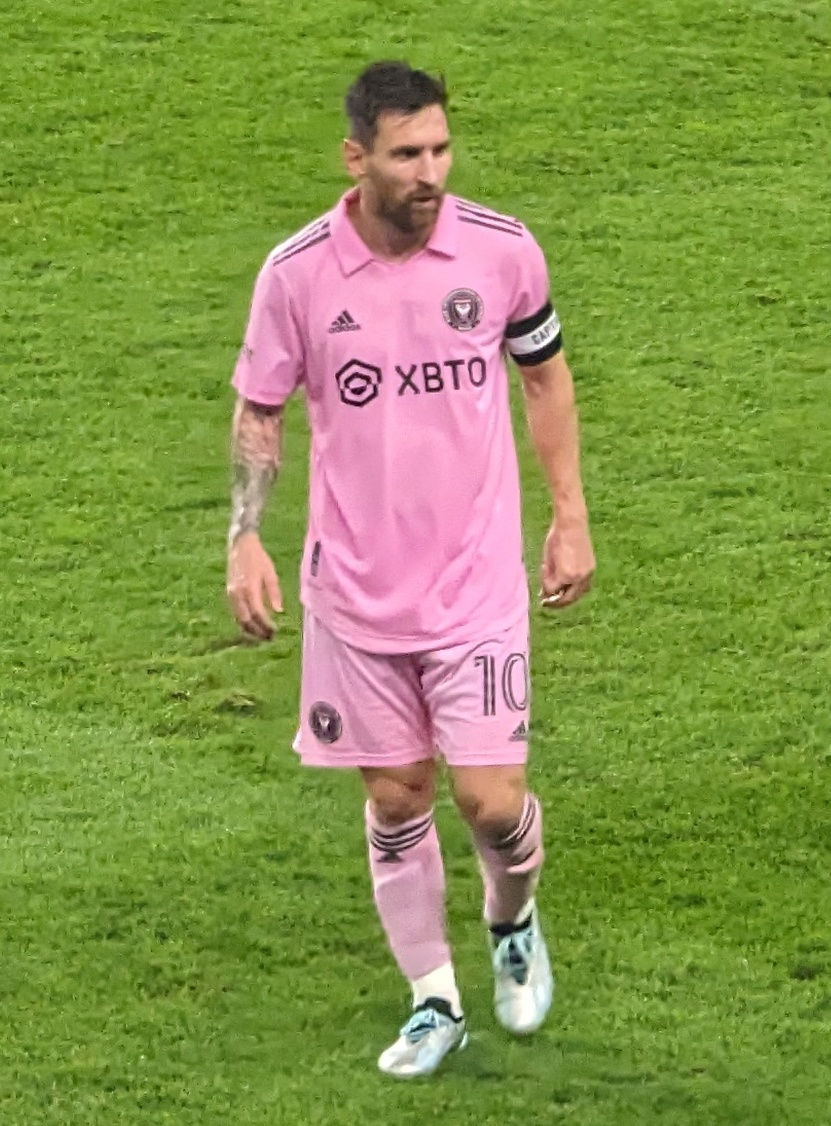
Lionel Messi, fichaje histórico para el equipo. Delantero titular del club durante la temporada 2023.

### La era Messi
El 1 de junio de 2023, el Inter Miami separó a Phil Neville de su cargo como entrenador, con el equipo en el último lugar de la Conferencia Este. Lionel Messi anunció su intención de unirse al club el 7 de junio, generando un gran impacto a nivel mundial. Messi fue presentado el 16 de julio y debutó el 21 de julio, marcando un gol crucial en su primer partido. Gerardo Martino fue nombrado entrenador y se anunciaron los fichajes de Sergio Busquets, Jordi Alba y más adelante Luis Suárez. Con Messi liderando, el Inter Miami ganó su primer título la Leagues Cup y avanzó a los octavos de final de la Liga de Campeones de la Concacaf 2024. Messi también ganó el Balón de Oro y el Premio The Best FIFA en la misma temporada, convirtiendo al Inter Miami en el primer club no europeo y de la MLS en tener a ambos ganadores en su plantilla.
El 2 de octubre de 2024 durante la jornada 32 de la temporada regular, Miami aseguró el título de la MLS Supporter's Shield, asegurándose la localía en sus partidos de play-off durante la victoria 3-2 frente a Columbus Crew. Siendo así el segundo título del club y el primero de carácter nacional, Miami clasificaría como el mejor equipo de la fase regular al Mundial de Clubes 2025 ocupando el cupo del país anfitrión.

## Estadio

### Chase Stadium

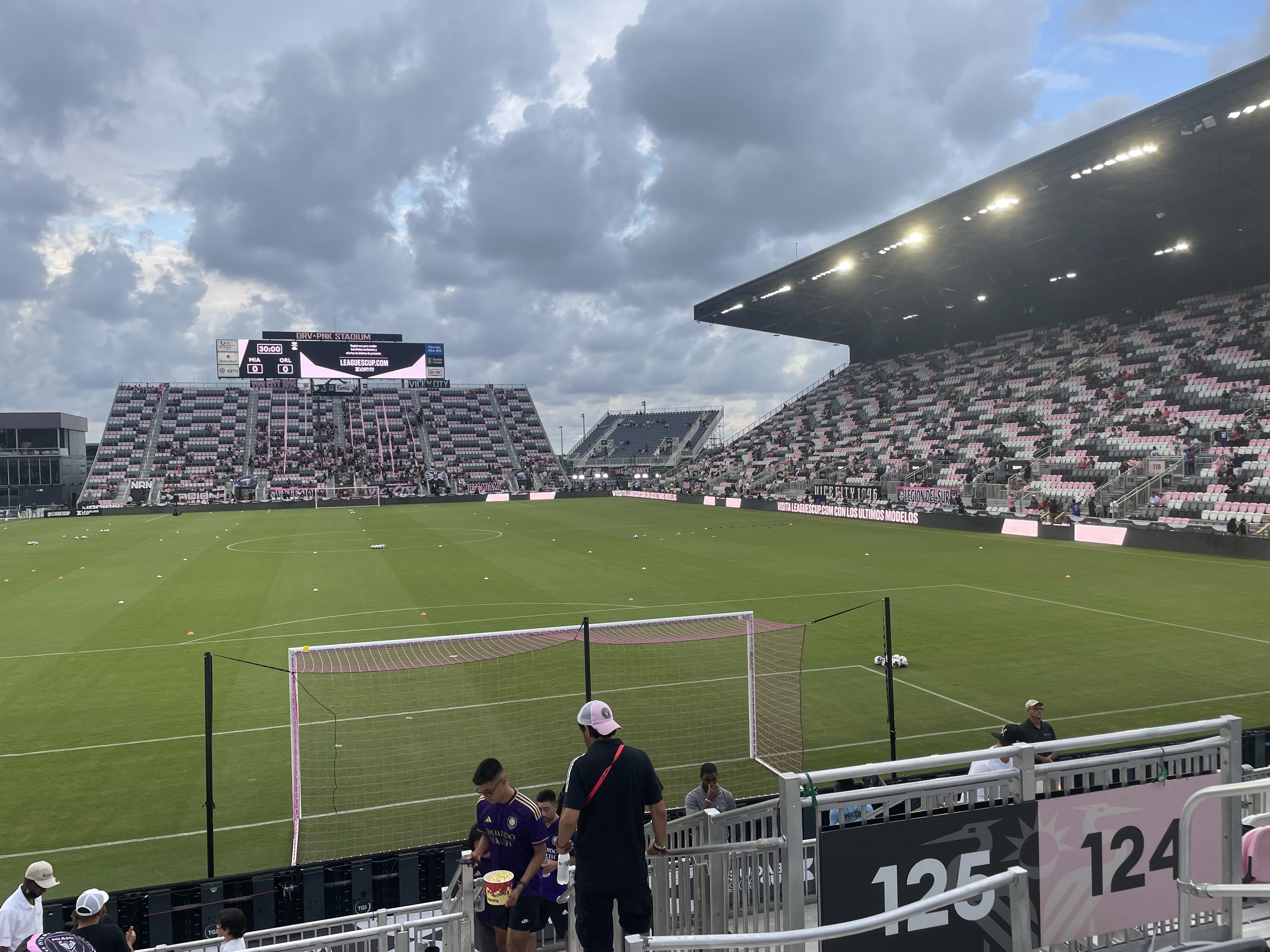
Vista interna del Chase Stadium.

El principal recinto del club es el Chase Stadium, también conocido como «DRV PNK Stadium». Se encuentra ubicado la ciudad de Fort Lauderdale. Fue diseñado por el arquitecto americano David Mainca. Cuenta con un aforo total para 21 550 asistentes.
Su inauguración se produjo el 18 de julio de 2020, con la derrota por 2:0 frente al Greenville Triumph SC, dio inicio a su temporada inaugural con su primer partido en la USL League One.
El estadio es la sede principal del equipo y su academia juvenil, además de otros campos de entrenamiento. El costo de toda la renovación y creación del estadio específico de fútbol por parte de Manica Architecture es de $ 60 millones a $ 140 millones en total. Tras el anuncio de Lionel Messi en junio de 2023 sobre su traslado al primer equipo, el propietario gerente del club, Jorge Mas, declaró que las esquinas del estadio se llenarían para agregar entre 3.000 y 3.200 asientos para atender parte de la demanda esperada. Las nuevas secciones utilizan gradas del Autódromo Internacional de Miami, el circuito temporal de Fórmula 1 construido en el Hard Rock Stadium para el Gran Premio de Miami. El 20 de febrero de 2024, el día antes del partido inaugural de la temporada regular de 2024 del Inter Miami CF, el equipo anunció una asociación de derechos de nombre de varios años con JPMorgan Chase. El estadio pasó a llamarse Chase Stadium con efecto inmediato. También se instalan fuegos artificiales pirotécnicos en la azotea del estadio de persecución.
Inter Miami planeó utilizar el sitio del desgastado Lockhart Stadium para su equipo principal, Inter Miami CF II y la academia juvenil. El proyecto incluía la construcción de un estadio con capacidad para 21 550 asientos, que serviría como sede provisional del Inter Miami. Tras la aprobación de la oferta por parte del ayuntamiento de Fort Lauderdale en marzo de 2019, Inter Miami recibió luz verde para comenzar la demolición en abril. Posteriormente, se firmó un contrato de arrendamiento por 50 años entre la ciudad y el club, donde la ciudad conservaría la propiedad y el club se encargaría de construir, operar y mantener las nuevas instalaciones. En abril de 2021, se anunció un acuerdo de derechos de nombre con AutoNation, y el estadio fue nombrado Estadio DRV PNK en conexión con la concienciación sobre el cáncer de mama. En enero de 2024, se completó una segunda expansión que aumentó la capacidad a 21 550 asientos, con nuevas secciones y palcos de lujo.

### Miami Freedom Park

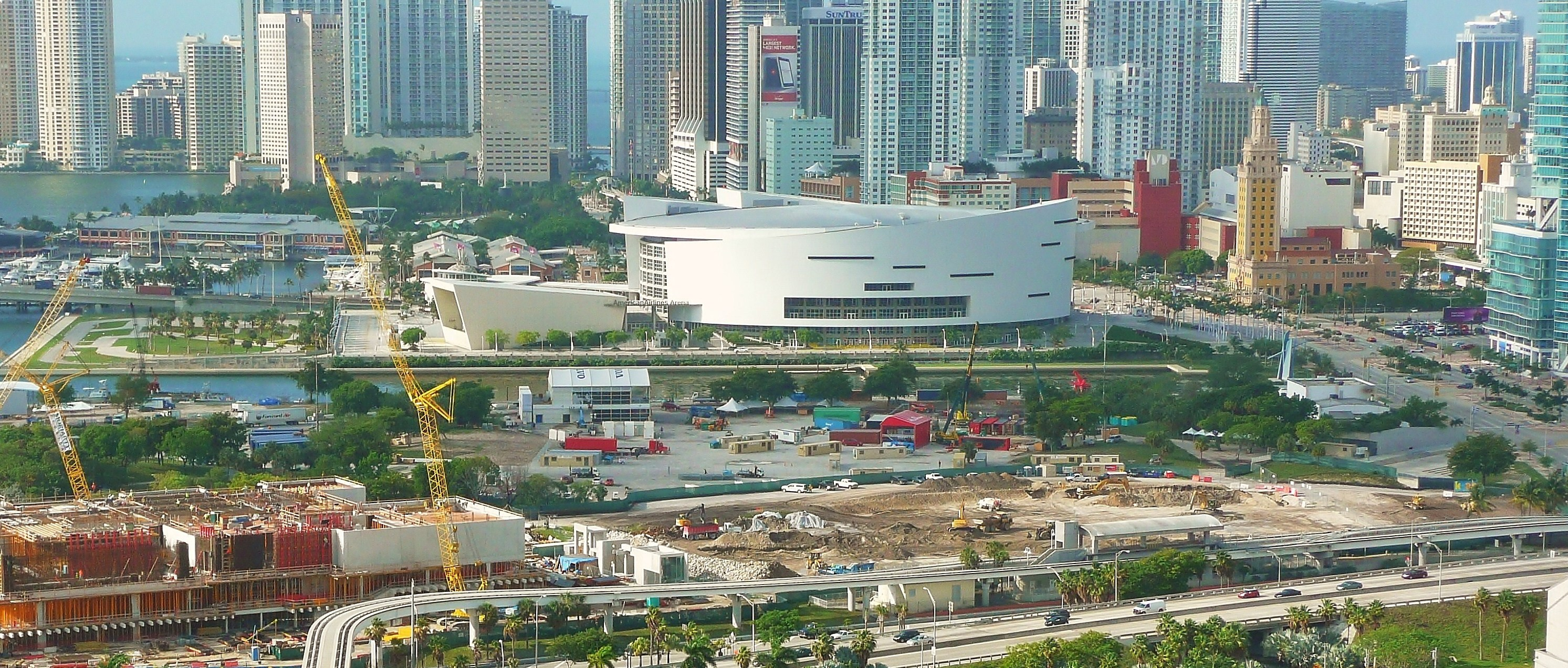
Según la segunda propuesta, el estadio se habría construido en Museum Park, con el embarcadero adyacente al Kaseya Center.

Originalmente, la construcción de un estadio específico de fútbol fue durante años el principal obstáculo para la llegada del Inter de Miami a la MLS. David Beckham y el alcalde del Condado de Miami-Dade, Carlos A. Giménez, iniciaron las negociaciones para construir un estadio en diciembre de 2013. Desde entonces peleó por conseguir superar todos los trámites económicos, políticos y burocráticos para construir un estadio en Miami. Finalmente, en junio de 2017 consiguió la aprobación del comisionado del condado para comprar un terreno en el barrio de Overtown por 9 millones de dólares para construir el estadio, que tendrá capacidad para 25 000 espectadores.
En noviembre de 2018 el proyecto de construcción del nuevo estadio fue sometido a referéndum y fue aprobado por el 60% de los votantes. Mientras esta iniciativa no se realice, el club continuará utilizando el Chase Stadium.

## Símbolos

### Escudo
El escudo del Inter de Miami fue presentado el 5 de septiembre de 2018. Su diseño está inspirado en dar imagen a la ciudad y consta de un círculo en cuyo centro dos aves pelecaniformes forman la letra «M» con sus patas. Entre las cabezas de las aves hay un sol con siete rayos, en homenaje al dorsal que lució David Beckham la mayor parte de su carrera. El escudo incluye el nombre de la franquicia «Club Internacional de Fútbol Miami» y el año de su temporada inaugural, 2020, estilizado en números romanos: MMXX. El anillo que cierra todo se inspira en el «Miami Circle», un sitio de pueblos indígenas histórico, mientras que en el medio hay otro escudo, de tres puntas, en alusión a Miami-Dade, Broward y Palm Beach, los tres condados de Miami. Según se reveló, el hecho de que esté escrito en español es en referencia a las fuertes raíces latinoamericanas de la zona.
Está identificado con los colores rosa y negro, simbolizando los tonos de los flamencos que habitan en las costas de Florida, aves que están en peligro de extinción por la caza indiscriminada. Es el único equipo en la MLS que tiene esta combinación de colores.

## Uniforme
- Uniforme titular: Camiseta en rosa completo, pantalón rosa y medias rosas.
- Uniforme alternativo: Camiseta en negro completo, pantalón negro y medias negras.

El actual proveedor de indumentarias deportivas del club es Adidas.

### Evolución Titular
| 2020-21 | 2022-23 | 2023-24 |

### Evolución Suplente
| 2020 | 2021-22 | 2023-24 |

### Evolución Tercera
| 2020-21 |

## Plantilla

### Más apariciones en club
- Actualizado al 17 de agosto de 2025.

| # | Jugador            | Años      | Liga | Playoffs | Copas Nacionales | Copas Internacionales | Total |
| - | ------------------ | --------- | ---- | -------- | ---------------- | --------------------- | ----- |
| 1 | Drake Callender    | 2019–     | 92   | 4        | 8                | 14                    | 118   |
| 2 | Robert Taylor      | 2022–2025 | 91   | 2        | 9                | 14                    | 116   |
| 3 | Benjamin Cremaschi | 2022–     | 71   | 3        | 6                | 24                    | 104   |
| 4 | Leonardo Campana   | 2022–2024 | 80   | 2        | 6                | 12                    | 100   |
| 5 | Sergio Busquets    | 2023–     | 64   | 2        | 2                | 29                    | 97    |

### Máximos goleadores
- Actualizado al 17 de agosto de 2025.

| # | Jugador          | Años      | Liga | Playoffs | Copas Nacionales | Copas Internacionales | Total |
| - | ---------------- | --------- | ---- | -------- | ---------------- | --------------------- | ----- |
| 1 | Lionel Messi     | 2023–     | 40   | 1        | 0                | 18                    | 59    |
| 2 | Luis Suárez      | 2024–     | 26   | 1        | 0                | 9                     | 36    |
| 3 | Leonardo Campana | 2022–2024 | 28   | 0        | 3                | 1                     | 32    |
| 4 | Gonzalo Higuaín  | 2020–2022 | 29   | 0        | 0                | 0                     | 29    |
| 5 | Robert Taylor    | 2022–2025 | 13   | 0        | 0                | 5                     | 18    |

### Fichajes más caros
| # | Nombre            | Procedencia              | Año  | Costo         |
| - | ----------------- | ------------------------ | ---- | ------------- |
| 1 | Rodolfo Pizarro   | C. F. Monterrey          | 2020 | $12 Millones  |
| 2 | Matías Pellegrini | Estudiantes de La Plata  | 2019 | $8.1 Millones |
| 3 | Federico Redondo  | A. A. Argentinos Juniors | 2024 | $7.4 Millones |
| 4 | Tomás Avilés      | Racing Club              | 2023 | $6.3 Millones |
| 5 | Julián Carranza   | C. A. Banfield           | 2019 | $5.4 Millones |

### Ventas más caras
| # | Nombre           | Destino                      | Año  | Costo         |
| - | ---------------- | ---------------------------- | ---- | ------------- |
| 1 | Diego Gómez      | Brighton & Hove Albion F. C. | 2025 | $13 Millones  |
| 2 | Facundo Farías   | Estudiantes de La Plata      | 2025 | $4.3 Millones |
| 3 | Gregore          | Botafogo F. R.               | 2024 | $2.5 Millones |
| 4 | Leonardo Campana | New England Revolution       | 2024 | $2.4 Millones |
| 5 | Nicolás Figal    | C. A. Boca Juniors           | 2022 | $2.3 Millones |

## Entrenadores
En cursiva los entrenadores interinos en el equipo.
| Entrenador        | Periodo                            | PD | PG | PE | PP | %      | Títulos |
| ----------------- | ---------------------------------- | -- | -- | -- | -- | ------ | ------- |
| Diego Alonso      | 30/12/2019 a 07/01/2021 (374 días) | 24 | 7  | 3  | 14 | 29,17% | —       |
| Phil Neville      | 18/01/2021 a 01/06/2023 (864 días) | 90 | 35 | 13 | 42 | 38,89% | —       |
| Javier Morales    | 01/06/2023 a 08/07/2023 (37 días)  | 6  | 0  | 3  | 3  | 14,29% | —       |
| Gerardo Martino   | 15/07/2023 a 22/11/2024 (496 días) | 67 | 35 | 16 | 16 | 52,24% | 2       |
| Javier Mascherano | 26/11/2024 —                       | 39 | 21 | 9  | 9  | 51,72% | —       |

## Palmarés

### Torneos nacionales (1)
| Competición nacional           | Títulos | Subcampeonatos |
| ------------------------------ | ------- | -------------- |
| MLS Supporters' Shield (1/0)   | 2024    |                |
| Lamar Hunt U.S. Open Cup (0/1) |         | 2023           |

### Torneos internacionales (1)
| Competición internacional | Títulos | Subcampeonatos |
| ------------------------- | ------- | -------------- |
| Leagues Cup (1)           | 2023    |                |

### Torneos amistosos
| Competición                | Final                                                                               | Títulos |
| -------------------------- | ----------------------------------------------------------------------------------- | ------- |
| Carolina Challenge Cup     | Liguilla de tres partidos frente a Columbus Crew, Charlotte FC y Charleston Battery | 2022    |
| Américan Champions Cup     | 2-2 (3-2 pen.) vs América                                                           | 2025    |
| Evento Deportivo del Siglo | 5-0 vs Olimpia                                                                      | 2025    |

## Estadísticas

### Temporadas
| Temp. | Liga  | Liga  | Liga | Liga | Liga | Liga | Liga | Liga | Liga | Liga | Posición | Posición | Playoffs | Copa | Continental / Otro     | Continental / Otro | Goleador(es)    | Goleador(es) |
|       | Div   | Liga  | PJ   | PG   | PE   | PP   | GF   | GC   | DG   | PTS  | Conf.    | General  | Playoffs | Copa | Continental / Otro     | Continental / Otro | Jugador         | Goles        |
| ----- | ----- | ----- | ---- | ---- | ---- | ---- | ---- | ---- | ---- | ---- | -------- | -------- | -------- | ---- | ---------------------- | ------------------ | --------------- | ------------ |
| 2020  | 1.ª   | MLS   | 23   | 7    | 3    | 13   | 25   | 35   | –10  | 24   | 10.º     | 19.º     | R/P      | —    | MLS is Back Tournament | Fase de grupos     | Lewis Morgan    | 5            |
| 2021  | 1.ª   | MLS   | 34   | 12   | 5    | 17   | 36   | 53   | –17  | 41   | 11.º     | 20.º     | N/C      | —    | —                      | —                  | Gonzalo Higuaín | 12           |
| 2022  | 1.ª   | MLS   | 34   | 14   | 6    | 14   | 47   | 56   | –9   | 48   | 6.º      | 12.º     | 1.ªR     | 1/8  | —                      | —                  | Gonzalo Higuaín | 16           |
| 2023  | 1.ª   | MLS   | 34   | 9    | 7    | 18   | 41   | 54   | –13  | 28   | 14.º     | 27.º     | N/C      | 2.°  | Leagues Cup 2023       | Campeón            | Lionel Messi    | 11           |
| 2024  | 1.ª   | MLS   | 34   | 22   | 8    | 4    | 79   | 49   | 30   | 74   | 1.º      | 1.º      | 1.ªR     | _    | Leagues Cup 2024       | 1/8                | Luis Suárez     | 24           |
| Total | Total | Total | 159  | 64   | 29   | 66   | 228  | 247  | –19  | 215  | —        | —        | —        | —    | —                      | —                  | —               | —            |

- Temporadas en la Major League Soccer: 5 (2020-presente)
- Mayor goleada a favor: 5-0 contra Orlando City S. C. (2024)
- Mayor goleada en contra: 1-6 contra F. C. Cincinnati (2024)
- Gol más rápido:  Luis Suárez contra F. C. Cincinnati a los 30'' (2024)
- Mejor posición en temporada regular: 1.º (2024)
- Máximo goleador:  Lionel Messi (59 goles)
- Más partidos disputados:  Drake Callender (118 partidos)
- Fichaje más caro:  Rodolfo Pizarro desde C. F. Monterrey ($12.000.000)
- Venta más cara:  Diego Gómez a Brighton & Hove Albion F. C. ($13.000.000)

### Participaciones internacionales
| #     | Temp. | Torneo                            | Posición         | PJ | PG | PE | PP | GF | GC | DG |
| ----- | ----- | --------------------------------- | ---------------- | -- | -- | -- | -- | -- | -- | -- |
| 1     | 2023  | Leagues Cup                       | Campeón          | 7  | 5  | 2  | 0  | 22 | 8  | 14 |
| 2     | 2024  | Copa de Campeones de la Concacaf  | Cuartos de final | 4  | 1  | 1  | 2  | 7  | 8  | -1 |
| 3     | 2024  | Leagues Cup                       | Octavos de final | 4  | 2  | 1  | 2  | 9  | 8  | 1  |
| 4     | 2025  | Copa de Campeones de la Concacaf  | Semifinal        | 8  | 5  | 0  | 3  | 12 | 8  | 4  |
| 5     | 2025  | Copa Mundial de Clubes de la FIFA | Octavos de final | 4  | 1  | 2  | 1  | 4  | 7  | -3 |
| 6     | 2025  | Leagues Cup                       | En disputa       | 3  | 2  | 1  | 0  | 7  | 4  | 3  |
| Total | Total | Total                             | 1 título         | 30 | 16 | 7  | 8  | 61 | 43 | 18 |

## Rivalidades

### Orlando City Soccer Club
La principal rivalidad del club es con el Orlando City Soccer Club, el otro equipo del estado de Florida, con quien disputa el denominado «Clásico del Sol», «Clásico de Florida» o «Derbi de Florida». El primer enfrentamiento entre ambas escuadras se registró en 2020, en el marco de la temporada que dio inicio con la pandemia de COVID-19, —«MLS is Back Tournament»—, y finalizó con victoria 2:1 para Orlando.
En agosto de 2023 se jugó el primer clásico en un certamen internacional, la Leagues Cup 2023 dónde el Inter Miami se impuso por 3 a 1. En la previa del encuentro, marcada por la explosión mediática mundial del Inter por las incorporaciones de Lionel Messi, Sergio Busquets y Jordi Alba entre otros, simpatizantes del Orlando vandalizaron murales en alusión a las llegadas, y tensó las relaciones entre las parcialidades.

#### Balance de enfrentamientos
| Competición            | PJ | PG | PE | PP | GF | GC |
| ---------------------- | -- | -- | -- | -- | -- | -- |
| Major League Soccer    | 10 | 4  | 2  | 4  | 21 | 16 |
| U.S. Open Cup          | 1  | 0  | 1  | 0  | 1  | 1  |
| Leagues Cup            | 1  | 1  | 0  | 0  | 3  | 1  |
| MLS is Back Tournament | 1  | 0  | 0  | 1  | 1  | 2  |
| Total                  | 13 | 5  | 3  | 5  | 26 | 20 |

## Reserva
La franquicia cuenta con un equipo en la MLS Next Pro, tercera categoría profesional en el sistema de ligas de fútbol de Estados Unidos. El equipo jugó inicialmente bajo el nombre de Fort Lauderdale CF en la USL League One.